# Desenho de modelo vivo
Desenho de modelo vivo é o exercício do desenho da figura humana (corpo humano) na presença de um modelo nas suas várias formas e posições. Com raízes conhecidas remontando à civilização da Grécia Antiga, a prática da representação do corpo humano através da observação direta de um modelo humano permanece como uma das componentes básicas da formação artística contemporânea.

## História

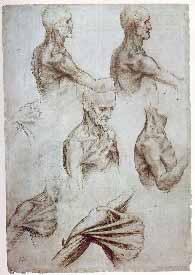
Leonardo da Vinci, Estudo da cabeça e ombros de um homem, tinta e caneta sobre papel, 28,7 x 19,6 cm

Ao longo de séculos o desenho do corpo humano a partir da observação do real tem sido uma prática comum, enquanto atividade autónoma ou como etapa essencial à gestação de outras obras (pinturas e esculturas). Embora haja indícios anteriores, os vestígios seguros dessa prática datam da Grécia Antiga, prolongando-se pela civilização romana. Interrompida na época medieval, a observação e registo do real seriam retomados no renascimento; Leonardo da Vinci (1452 – 1519), Albrecht Durer (1471 – 1528) e Miguel Ângelo (1475 – 1564) são marcos incontornáveis desse período. Artistas como Jacopo Pontormo (1494 – 1557), Poussin (1594 – 1665), Rembrandt (1606 – 1669), Watteau (1684 – 1721), Jacques-Louis David (1748 – 1825), Ingres (1780 – 1867), Edgar Degas (1834 – 1917), Rodin (1840 – 1917) ou Renoir (1841 – 1919) atestam a importância desta prática em épocas posteriores. Já no século XX o desenho de modelo irá sobreviver de múltiplas maneiras, refletindo a profunda renovação dos modos de pensar e fazer arte; Matisse (1869 – 1954) e Picasso (1881 – 1973) contam-se entre os que impulsionaram a representação do corpo em novas direções.

### Ensino

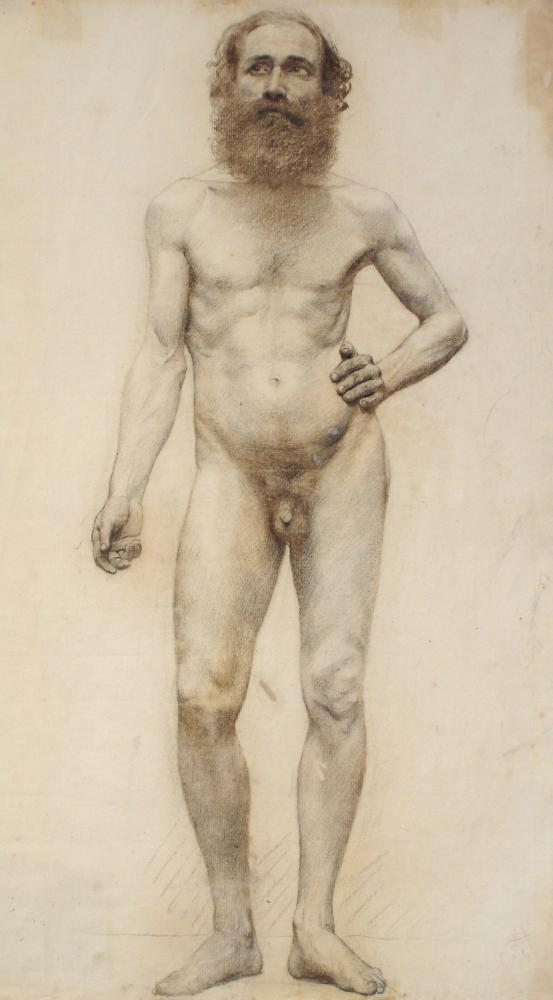
Pedro Weingärtner, Estudo de nu, 1878

Base de trabalho a partir do início do Renascimento, abordado de forma continuada na Academia de São Lucas, Roma (desde 1593), no ensino de Rembrandt ou em todo o sistema académico francês (desde 1648), o desenho de modelo foi um dos pilares do ensino das artes durante séculos. Ao longo do século XIX e mesmo depois, a prática académica do desenho de modelo (veja-se, por exemplo, Estudo de nu, de Pedro Weingärtner) iria cristalizar, ficando progressivamente desfasada das intenções da arte mais avançada. Veríamos um número significativo de artistas praticá-lo de forma mais liberta e consonante com os novos modos de pensar.
Embora as formas de ensinar se tenham alterado significativamente no decurso do século XX e muitas instituições o tenham abandonado enquanto componente curricular obrigatória, a prática do desenho de modelo sobrevive um pouco por todo o lado como atividade optativa e continua a integrar os sistemas pedagógicos de diversas instituições prestigiadas de ensino artístico.
Na Academia Imperial de Belas Artes, por exemplo, existiu a disciplina de "Desenho de modelo vivo" até ao ano de 1915; na Slade School, Londres, essa prática permaneceu central ao longo de grande parte do século XX; as academias livres parisienses como a  Grande Chaumière ou a  Colarossi ficaram famosas pelas suas sessões de modelo abertas a todos; na Faculdade de Belas-Artes da Universidade de Lisboa tal como noutras instituições de ensino artístico do presente, o desenho de modelo continua a ser uma componente dos programas das cadeiras de desenho. A Faculdade de Belas-Artes da Universidade do Porto, organizou em 1965 a exposição "Dois Séculos de Modelo Vivo, 1765-1965" em que foram expostos os desenhos de 52 artistas representativos de quatro gerações.
Muitos livros sobre o ensino do desenho referem-se longamente ao desenho de modelo, dedicando-lhe por vezes capítulos específicos. Outros centram-se prioritariamente nesse território, como acontece com The Natural Way to Draw de Kimon Nicolaïdes, editado pela primeira vez em 1941 e que a partir dessa data se tornou numa referência incontornável a nível do ensino do desenho.

### Técnica

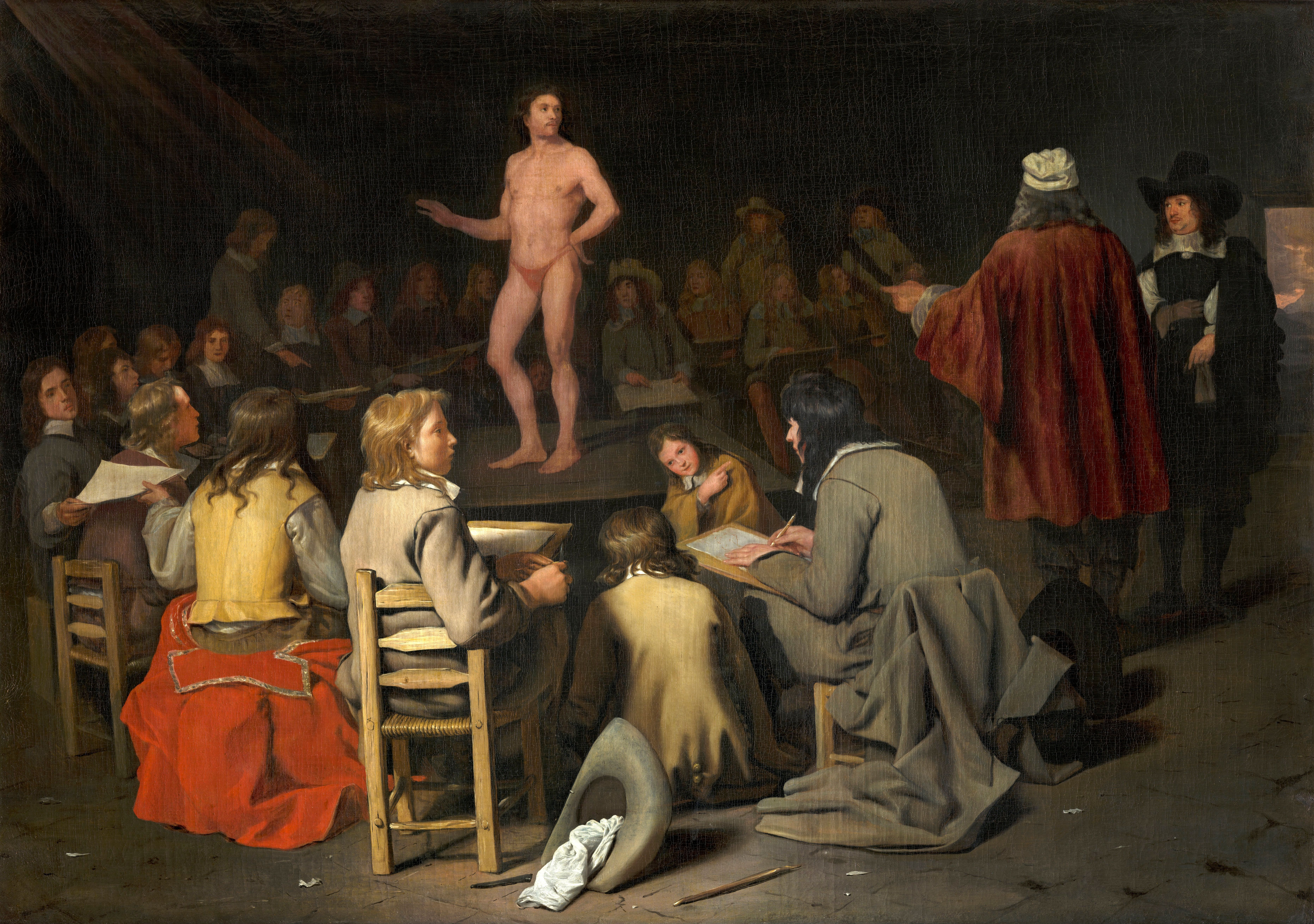
Michiel Sweerts, A aula de desenho, c. 1657

O desenho de modelo pode ser realizado de uma forma rápida, simples e sintética, ou lenta, laboriosa, detalhada; e pode socorrer-se de toda a gama de elementos do desenho, da linha de contorno mais singela às gradações de claro-escuro capazes de acentuar a sugestão de massas e volumes.  No que respeita à técnica, têm sido utilizados os mais diversos materiais e instrumentos do desenho (lápis, carvão, tinta-da-china aplicada com caneta ou pincel, aguarela, etc., quase sempre sobre papel). E quanto às opções de ordem formal, encontramos ao longo dos tempos representações de grande fidelidade ao real a par de outras, mais libertas e expressivas, que viriam a radicalizar-se com as ruturas que pontuaram a arte do século XX.

### Distinções
Para distinguir aqueles que se destacam em desenho de modelo vivo, diversas instituições criaram diversos prémios como o Prémio José da Costa Meireles Rodrigues Júnior (atribuído pela ESBAP), "John Lincoln Life-Drawing Award" (atribuído pela California State University Long Beach), "Most Outstanding Life Drawing Award" e "High Commendation Life Drawing Award" ( atribuídos pela Art Gallery of South Australia), "Jen Beattie Memorial Award" (atribuído pela Robert Gordon University), etc.

## Galeria

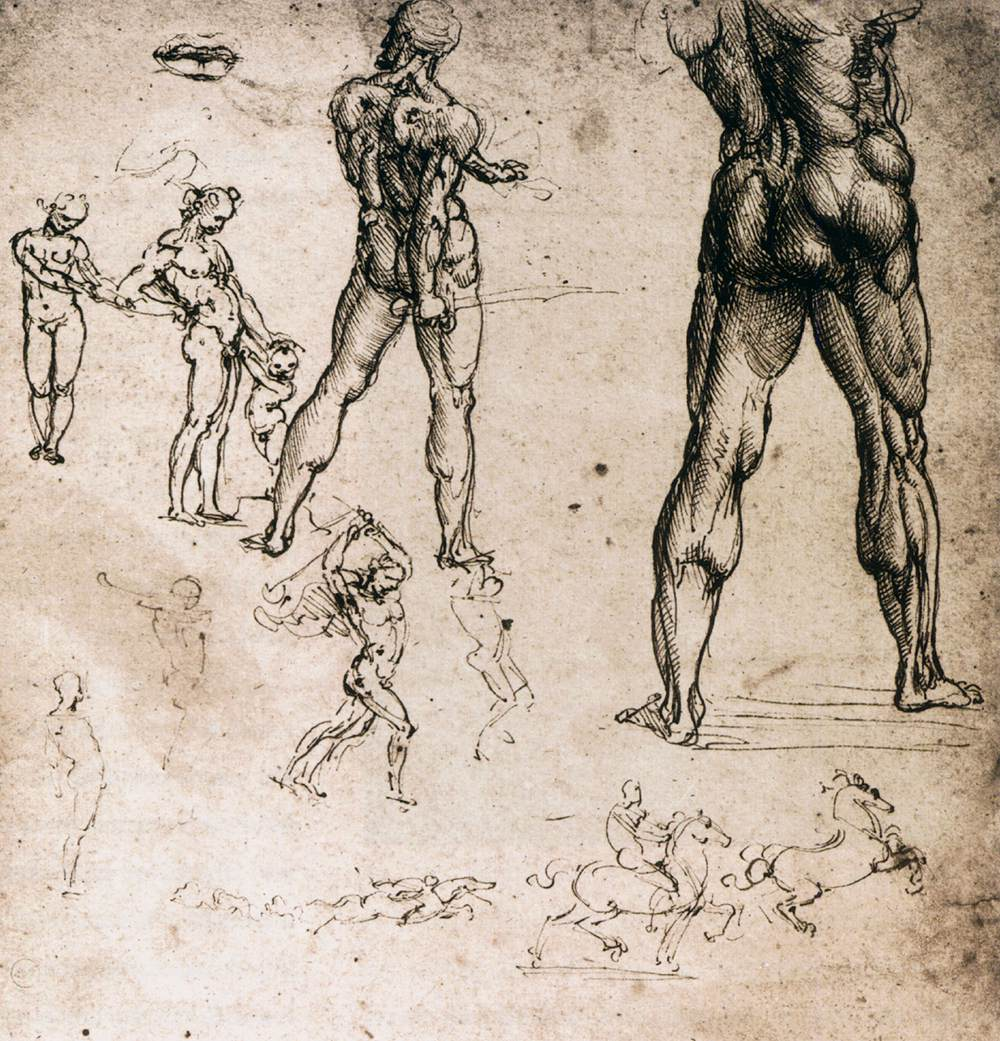
Desenho de Leonardo da Vinci
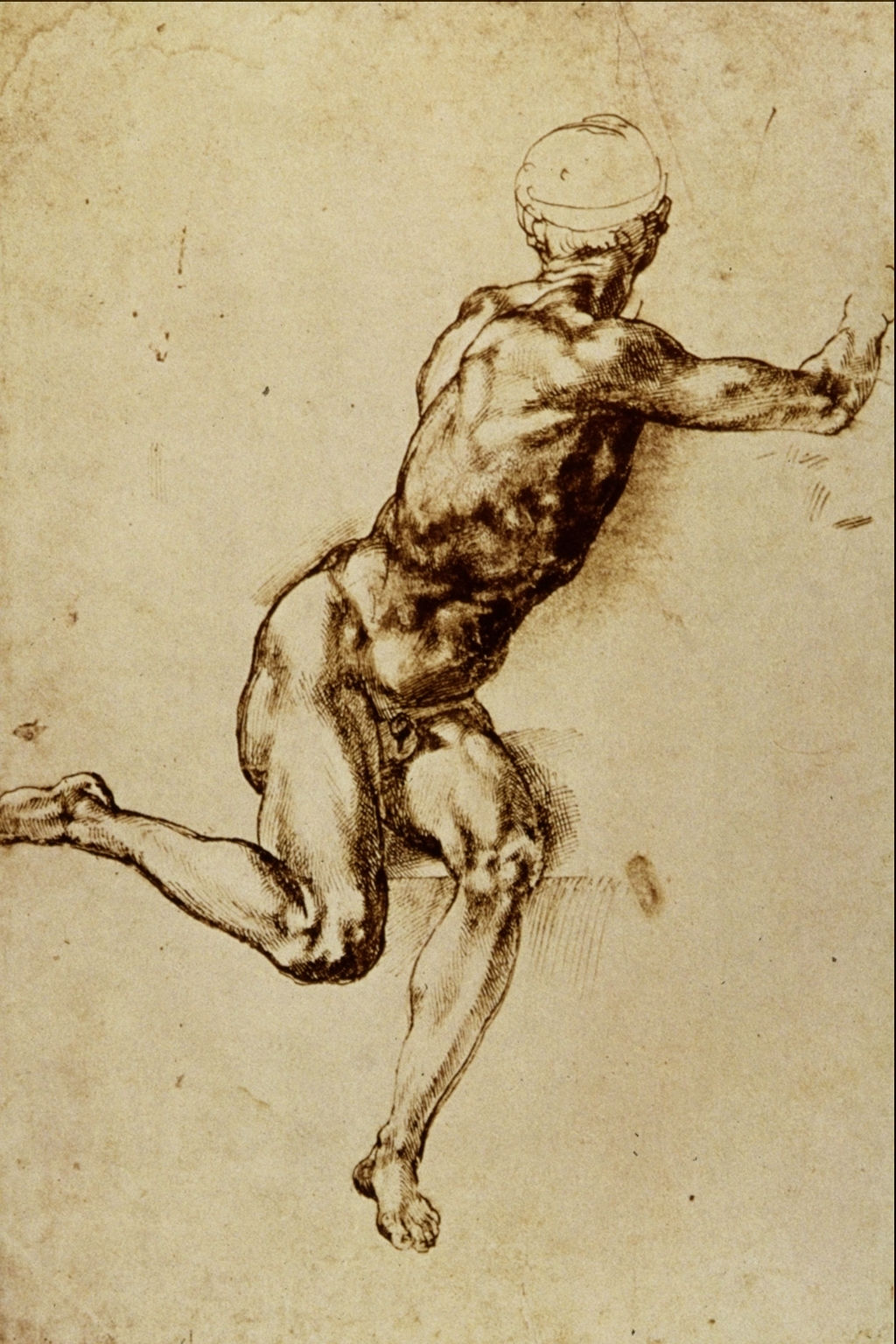
Desenho de Miguel Ângelo
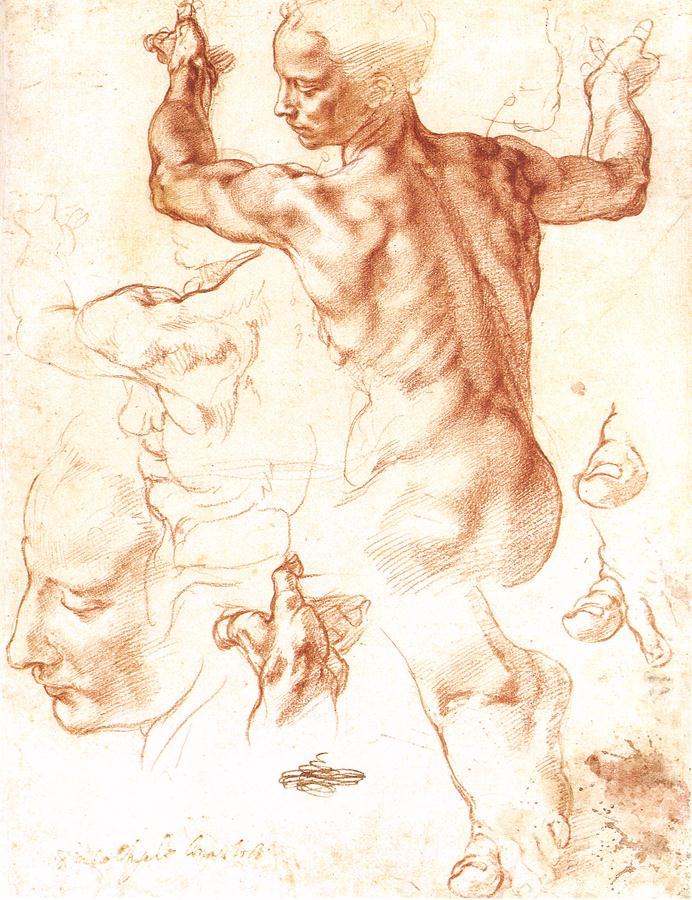
Desenho de Miguel Ângelo
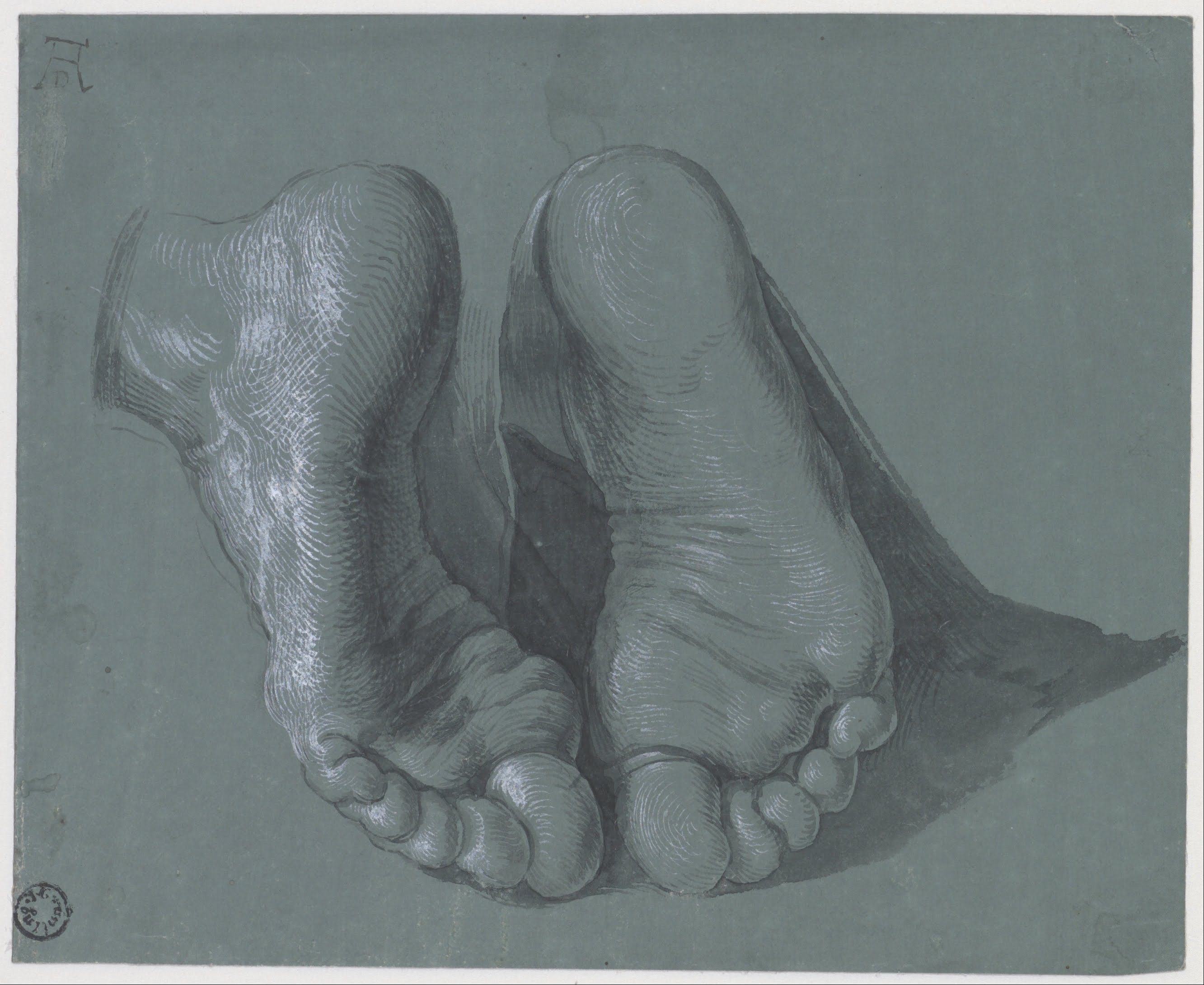
Desenho de Albrecht Dürer
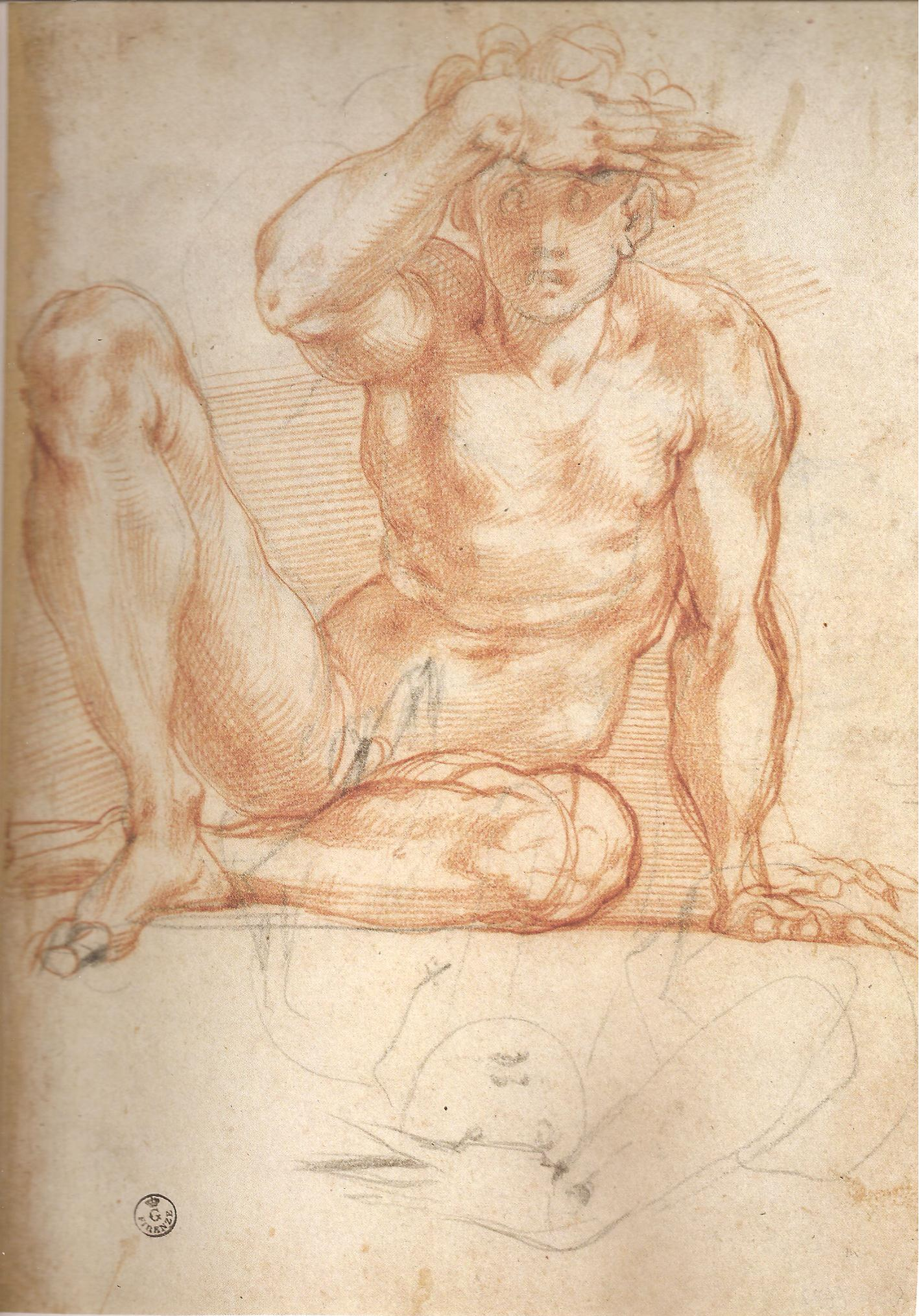
Desenho de Jacopo Pontormo
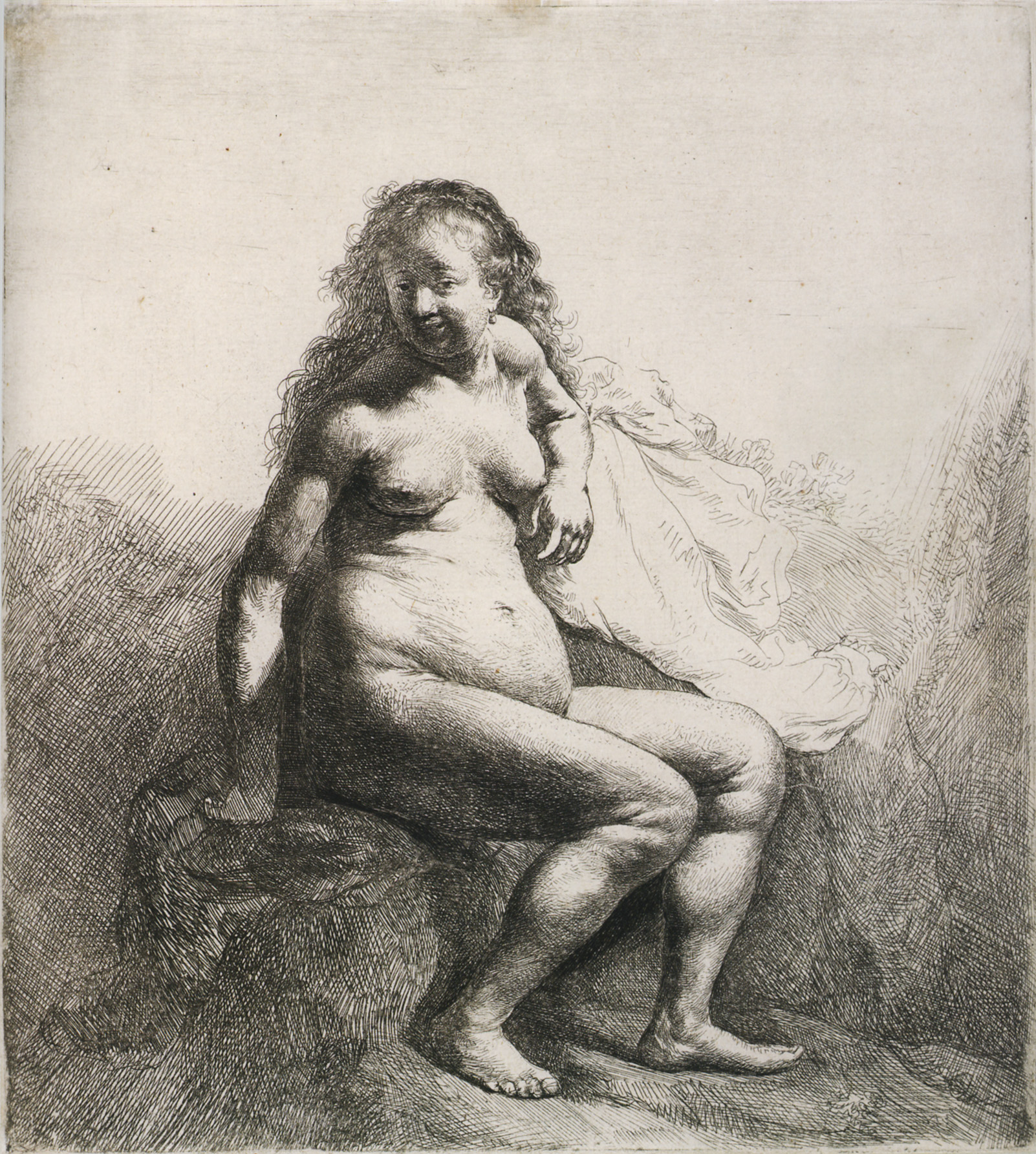
Gravura de Rembrandt
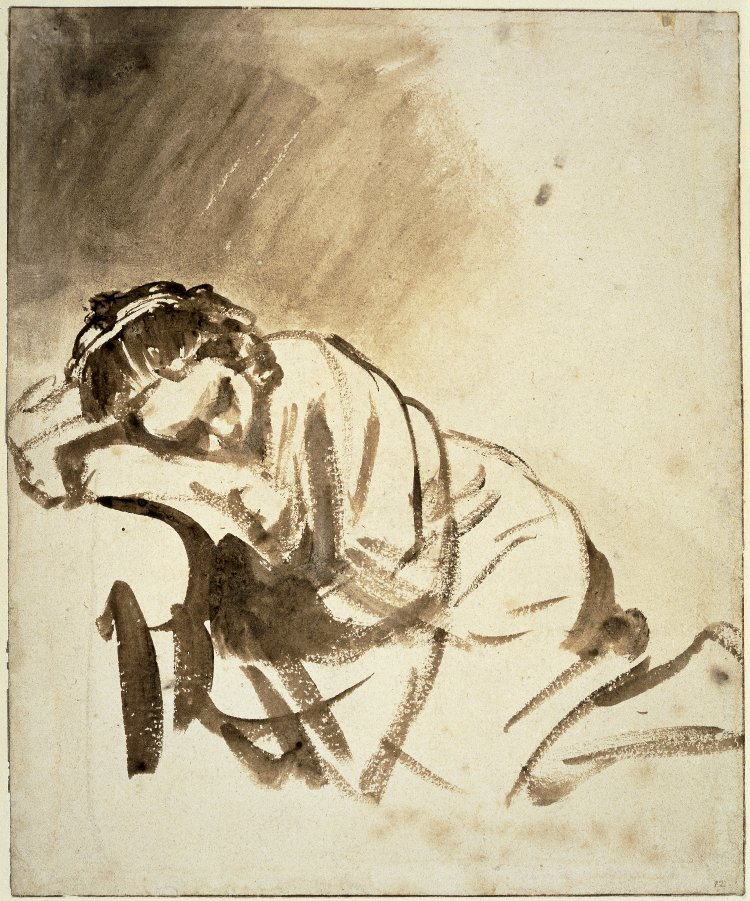
Desenho de Rembrandt
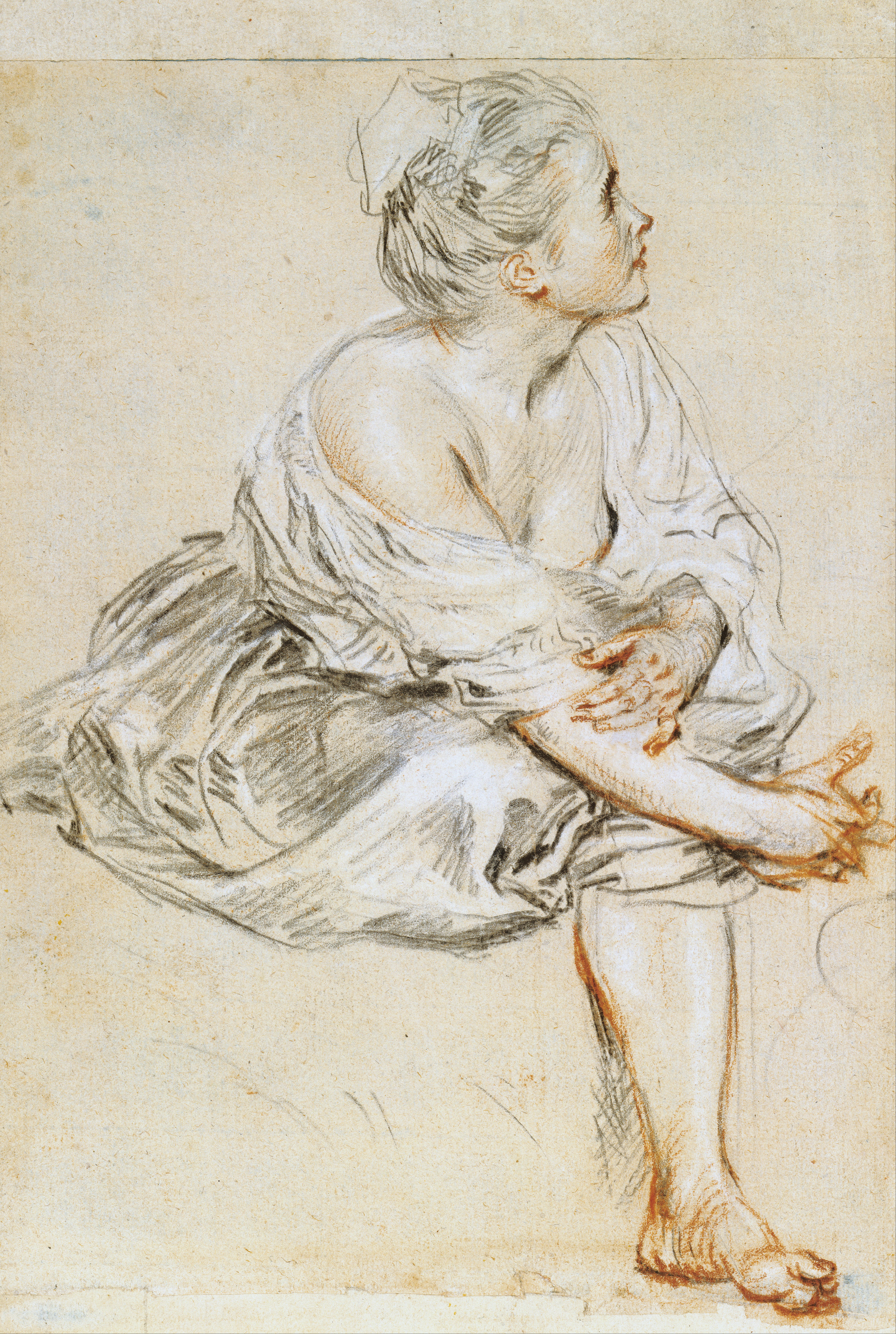
Desenho de Watteau
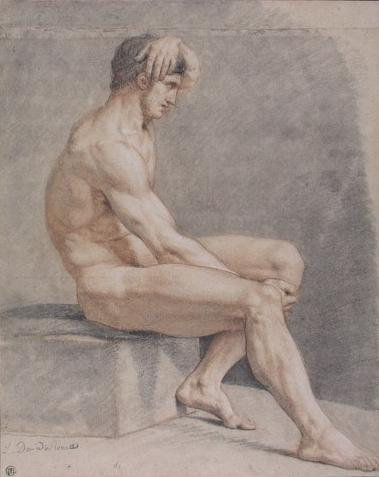
Desenho de Jacques-Louis David
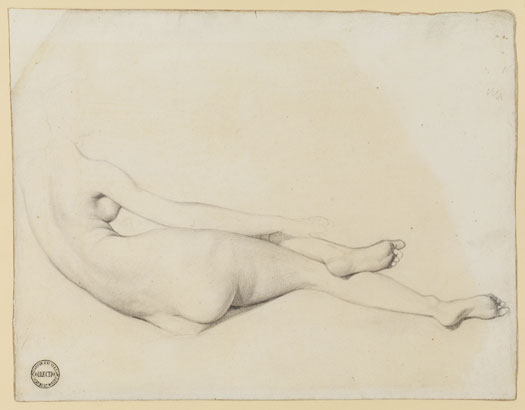
Desenho de Ingres
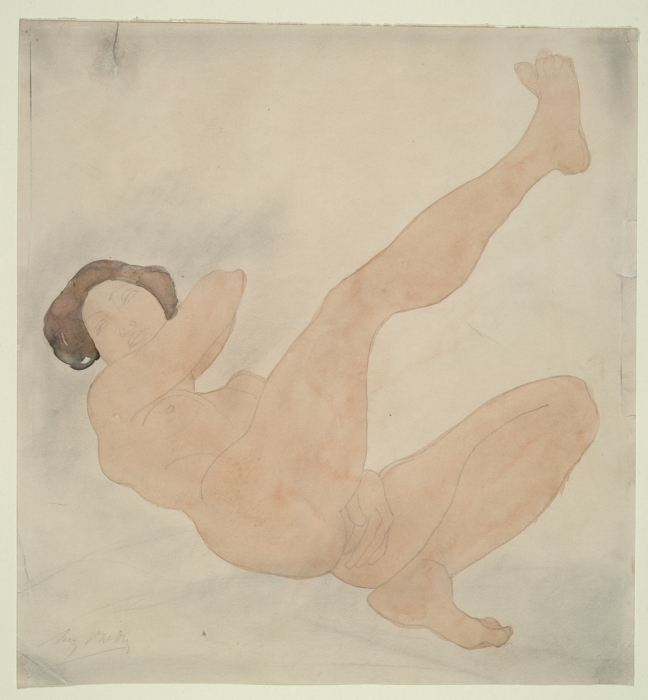
Desenho de Auguste Rodin
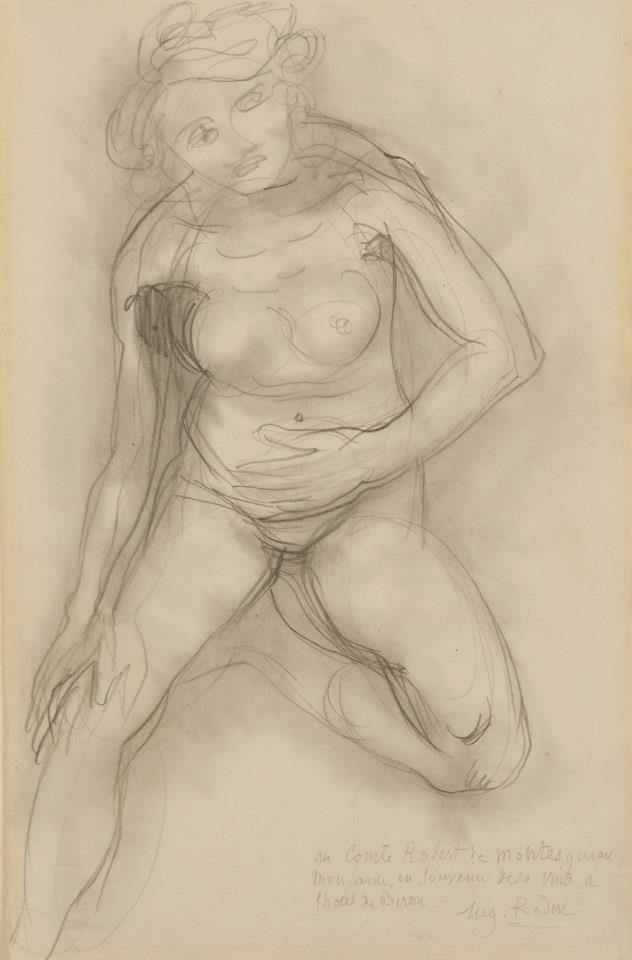
Desenho de Auguste Rodin
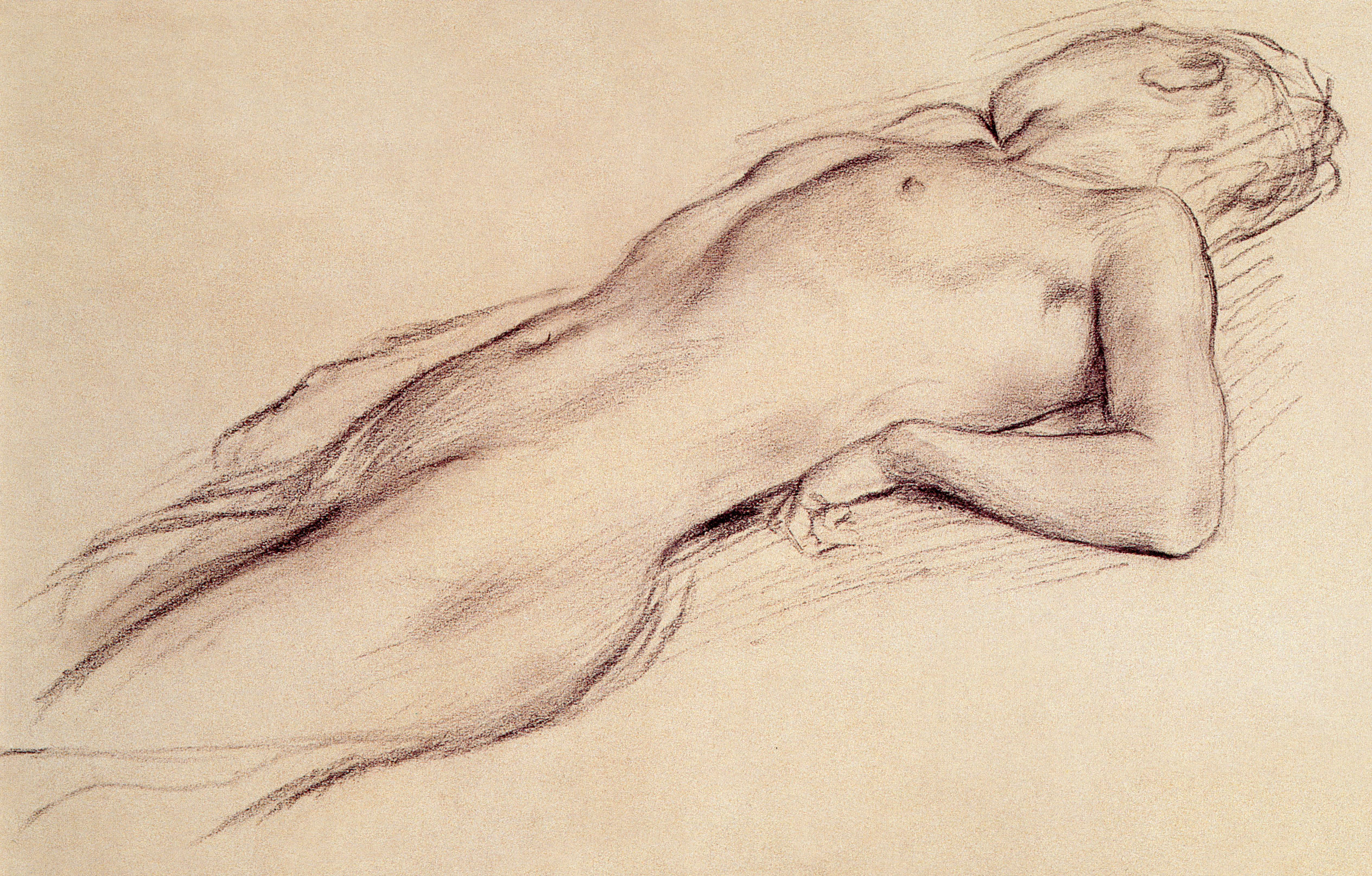
Desenho de Edgar Degas
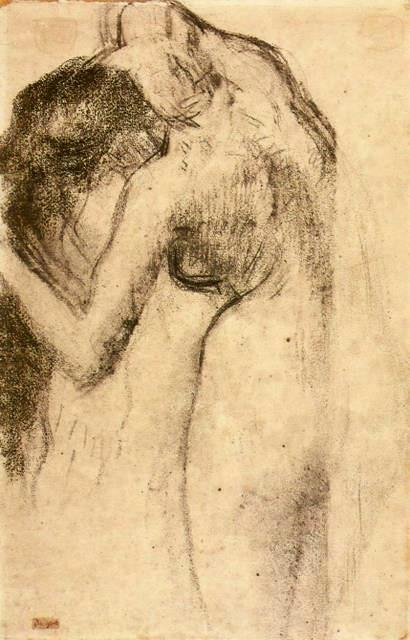
Desenho de Edgar Degas
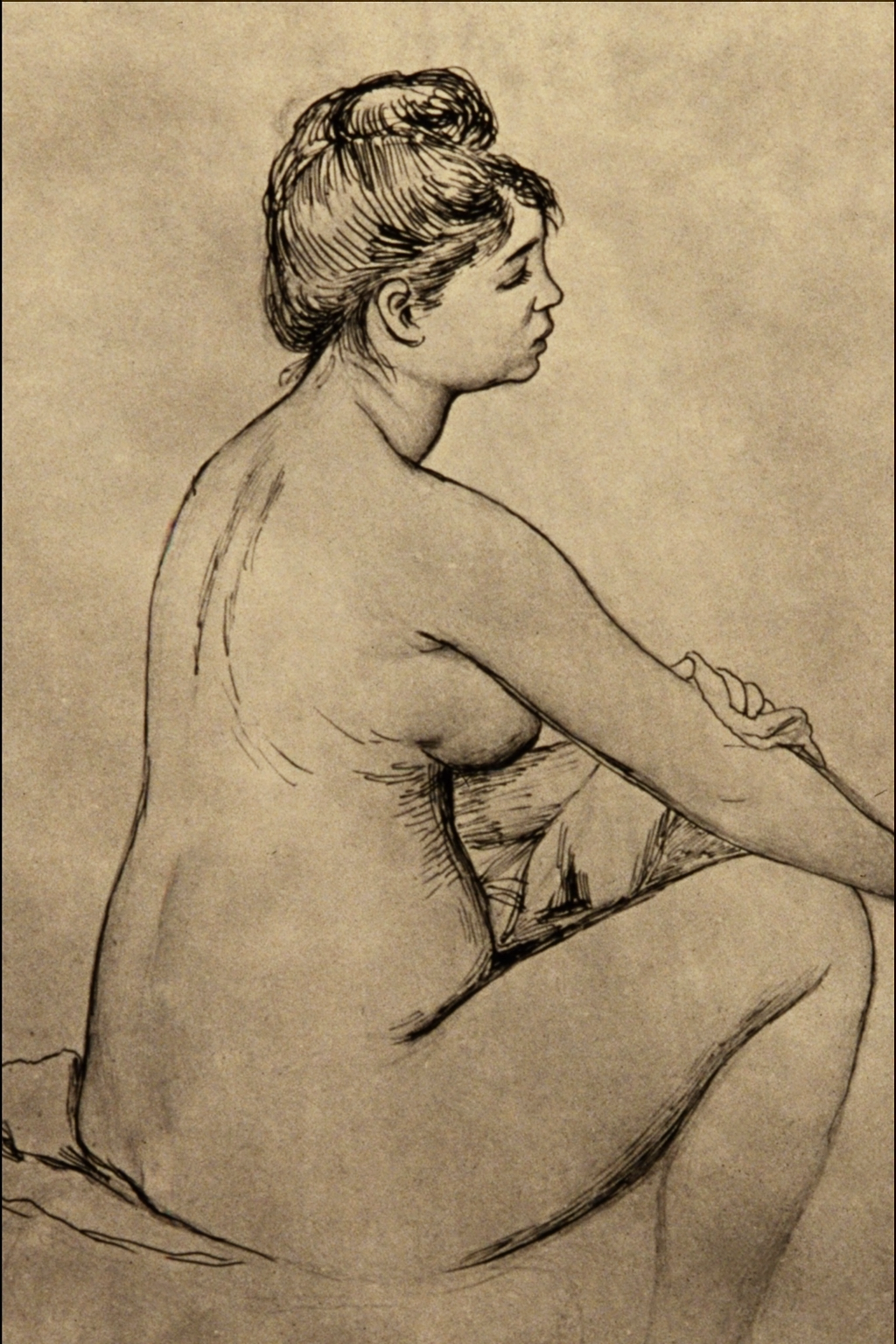
Desenho de Renoir
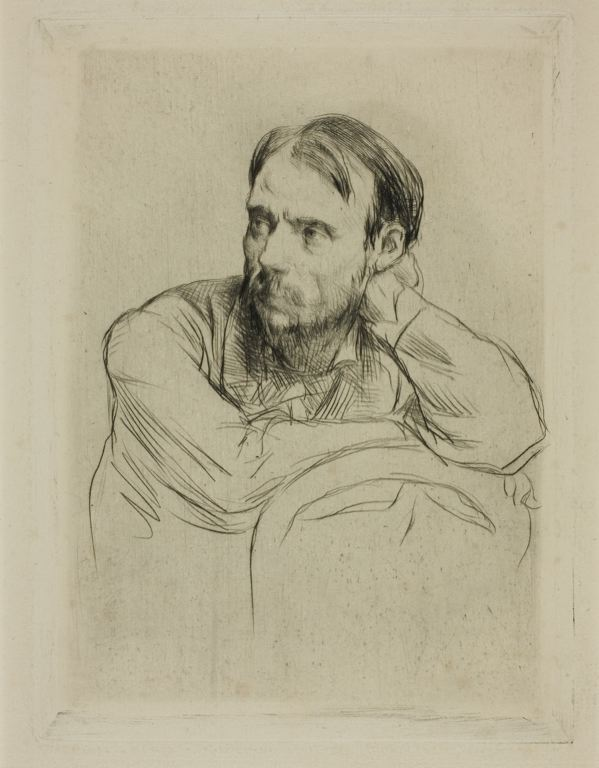
Desenho de Renoir

## Ver Também
- Academismo no Brasil
- Académie de la Grande Chaumière
- Academia Colarossi
- Teste do desenho da figura humana